# Luboš Pecka
Luboš Pecka (* 19. Februar 1978 in Prachatice) ist ein tschechischer Fußballspieler.

## Karriere
Pecka spielte als Jugendlicher bei Tatran Prachatice. Von 2001 bis 2002 war er beim SK České Budějovice im Profibereich aktiv, ehe er nach Prachatice zurückkehrte. Hier spielte der Stürmer 2003/04 zweitklassig, in 30 Spielen schoss er fünf Tore.
2004 wechselte er zum Erstligaaufsteiger FK Mladá Boleslav, für den er in der ersten Saison in 16 Spielen drei Tore erzielte. Ab der Spielzeit 2005/06 war er Stammspieler der Böhmen und erzielte in zwei Jahren 25 Tore. Dabei wurde er in der Saison 2006/07 mit 16 Treffern Torschützenkönig der Gambrinus Liga.
Im Juli 2007 wurde er von den Tschechen für ein Jahr nach Aachen ausgeliehen; die Alemannia hatte nach Ablauf der Saison eine Option auf die weitere feste Verpflichtung Peckas. Sie entschloss sich im Mai 2008 jedoch, davon keinen Gebrauch zu machen. Pecka kehrte nach Mladá Boleslav zurück. Im Sommer 2010 wechselte Pecka zu seinem ehemaligen Klub Dynamo České Budějovice. Im Februar 2012 verließ er Budweis und wechselte auf Leihbasis zu Spartak MAS Sezimovo Ústí.

## Nationalmannschaft
Im Juni 2007 wurde er für das EM-Qualifikationsspiel gegen Wales am 2. Juni 2007 in den Kader der tschechischen  Nationalmannschaft berufen; er kam nicht zum Einsatz.